# Geelborsttangare
De geelborsttangare (Chlorospingus flavigularis) is een zangvogel uit de familie Emberizidae (Gorzen).

## Verspreiding en leefgebied
Deze soort telt 3 ondersoorten:
- C. f. hypophaeus: westelijk Panama.
- C. f. marginatus: van westelijk Colombia tot zuidwestelijk Ecuador.
- C. f. flavigularis: van centraal Colombia tot centraal Ecuador en Peru.